# 佐井寺

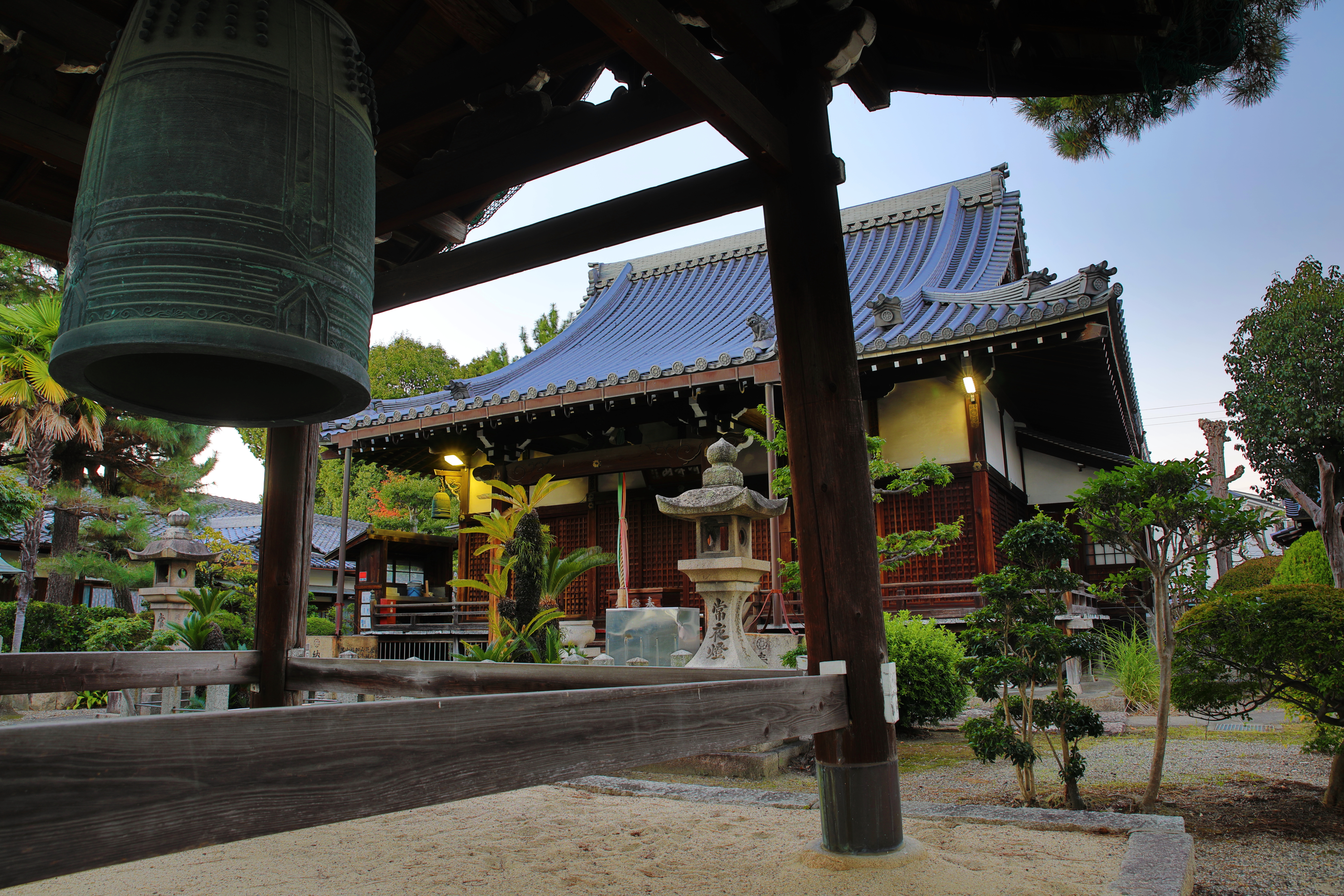
佐井寺の現在の本殿（奥）と、府内で２番目に古いとされる鐘楼（手前）

佐井寺（さいでら）は、大阪府吹田市佐井寺にある真言宗の寺院。山田寺（さんでんじ）とも号する。本堂の十一面観音とあわせて、境内の薬師堂の薬師如来も信仰を集めている。

## 歴史
寺伝によれば天武天皇6年（677年）道昭の草庵が起こりで、道薬・行基と相承。
天平7年（735年）2月16日、行基が裏山の瑞光に気がつき、その地を掘ると栴檀香木の観音像が出現したのでこれを本尊とし、詔を得て伽藍を草創し、坊舎60余院となる。
弘仁5年（814年）と弘仁7年に嵯峨天皇よりそれぞれ綿百屯を施入している。
また「拾芥抄」には公家恒例御読経21カ寺に列している。
天正年中（1573年～1592年）に兵火に罹り、伽藍坊舎を失い、諸仏を草堂に安置した。
正保4年（1647年）僧楽順が観音の夢告を受けて再興。領主板倉周防守も梵鐘を寄附す。
- 行基山　当寺の西にある本尊出現の霊地で、愛宕山とも呼ばれる。山上に行基松と呼ばれた大きな松があったが、明治3年の暴風で倒れたという。
- 「佐井の清水」　寺名の由来となった「お香水」で、寺の北方にある地下水。当寺に水が乏しいので行基が祈祷で湧出したと伝え、江戸時代には境内に引かれて眼病の特効薬とされた。
- 五衰殿塔　御読経供養の塔という三重の石塔婆。

## 文化財
大阪府指定文化財
- 木造地蔵菩薩立像 - 平安時代（昭和45年2月20日指定）

地蔵塚から行基が発掘したと伝え、維新まで伊射奈岐神社境内の地蔵堂に安置されていた。

## 前後の札所
摂津国八十八箇所
43 圓照寺　-　44 佐井寺（薬師堂）　-　45 金剛院
摂津国三十三箇所
28 圓照寺　-　29 佐井寺（本堂）　-　30 常光円満寺

## 交通アクセス
- 阪急千里線千里山駅下車、徒歩18分

## 周辺情報
- 伊射奈岐神社